# Анушка
Анушка (наст. имя — Вардануш Карпис Селим; араб. أنوشكا‎, англ. Anoushka ; 9 марта 1960, Гелиополис, Каир, Египет) — одна из самых известных египетских певиц и актрис.
Она выпустила много альбомов на арабском языке, став панарабской сенсацией, и была награждена египетским министром туризма за её усилия по продвижению египетской музыки в арабском и во всём мире.

## Биография
Родилась в Гелиополисе в 1960 году в семье отца египтянина и матери армянки.
Училась в армянской школе Калустян в Каире и изучала деловое администрирование в Американском университете в Каире. После окончания университета Анушка работала певицей джинглов в рекламной фирме Tarek Nour.  
В конце 1980-х годов она участвовала в международных фестивалях в Финляндии, Чехословакии, Болгарии, Турции, Франции и Латинской Америке. 
Карьера Анушки началась в 1988 году, когда она завоевала первые премии на двух конкурсах: в Турции и на конкурсе Франкофонии во Франции.
Став одной из самых популярных певиц в Египте в 1990-х годах, Анушка выпустила несколько альбомов: Habbaytak (1988), Nadani (1989), Tigi Tghanni (1990), Abayyan Zayn (1992), Keddab (1994). Её последний альбом был выпущен в 2001 году и назывался Nefsy Akoon.
Как актриса, она впервые появилась в кино в фильме Салаха Абу Сейфа Al-Sayed Kaf (1994), сыграв вместе с Абдельмонеймом Мадбули. Она также снялась в нескольких телесериалах, включая Al-Tawoos в 1991 году, а совсем недавно в Saraya Abdeen и Al-Sayeda Al-Oula 2014 года.